# 亞當·戈德堡
亞當·戈德堡（英語：Adam Charles Goldberg，1970年10月25日—）是美國的一位演員、導演、製作人和音樂人。他出演過六人行、喬伊、我家也有大明星等情境喜劇。他出生在加利福尼亞州聖莫尼卡。

## 外部連結
- 亞當·戈德堡在互联网电影资料库（IMDb）上的資料（英文）
- LANDy website （页面存档备份，存于）